# Spirostreptus princeps
Spirostreptus princeps är en mångfotingart som beskrevs av Henri W. Brölemann 1902. Spirostreptus princeps ingår i släktet Spirostreptus och familjen Spirostreptidae. Inga underarter finns listade i Catalogue of Life.